# Distrito electoral de Du Quoin n.º 6
Du Quoin n.º 6 (en inglés: Du Quoin No. 6 Precinct) es un distrito electoral ubicado en el condado de Perry en el estado estadounidense de Illinois. En el Censo de 2010 tenía una población de 522 habitantes y una densidad poblacional de 51,32 personas por km².

## Geografía
Du Quoin n.º 6 se encuentra ubicado en las coordenadas 38°0′32″N 89°10′15″O / 38.00889, -89.17083. Según la Oficina del Censo de los Estados Unidos, Du Quoin n.º 6 tiene una superficie total de 10,17 km², de la cual 10,07 km² corresponden a tierra firme y (0.97%) 0,1 km² es agua.

## Demografía
Según el censo de 2010, había 522 personas residiendo en Du Quoin n.º 6. La densidad de población era de 51,32 hab./km². De los 522 habitantes, Du Quoin n.º 6 estaba compuesto por el 97,7% blancos, el 1,15% eran afroamericanos, el 0.38% eran amerindios, el 0,38% eran asiáticos, el 0% eran isleños del Pacífico, el 0% eran de otras razas y el 0,38% pertenecían a dos o más razas. Del total de la población, el 1,15% eran hispanos o latinos de cualquier raza.